# KARAコレクション
『KARAコレクション』は、KARAの日本第1弾ミニアルバム。2012年9月5日にユニバーサルシグマから発売された。

## 概要
2012年4月14日 - 5月27日に開催されたコンサートツアー『KARASIA』にて各メンバーソロで歌唱した曲の日本語版と2011年6月に発売された「GO GO サマー!」をアレンジした「GO GO サマー! 2012」を収録されている。初回盤A・B・通常盤の3種形態で販売され、初回盤A・Bはそれぞれジャケットと特典が異なる。メンバー全員が楽曲製作に携わっている。ロストにはジヌン（2AM）がフィーチャリング及びミュージックビデオに参加。、ワナドゥにはゴニル（超新星）がミュージックビデオに参加している。初回盤A・Bにはプレゼント応募券が添付されている。

## 仕様
- 【初回盤A】CD+DVD+フォトブック
- 【初回盤B】CD+DVD
- 【通常盤】CD

## 収録曲

### CD
1. ワナドゥ by ジヨン [3:27]
作詞：kang.Ji-Yong、G-high、Lee.Joo.Hyoung 作曲・編曲：G-high、Lee.Joo.Hyoung
2. ロスト by ニコル [3:45]
作詞：Song.Soo-Yoon、Emyli Rapメイキング：Jung Nicole 作曲：Han.Jae-Ho Kim.Seung-Soo、An.Jun-Sung 編曲：An.Jun-Sung、Hong.Seung-Hyun
3. シークレットラブ by ハラ [3:22]
作詞：Koo.Hara、G-high、Lee.Joo.Hyoung、Mai.Watanabe 作曲・編曲：G-high、Lee.Joo.Hyoung
4. 白昼夢 by ギュリ [3:50]
作詞：Park.Gyuri、Song.Soo-Yoon、PA-NON 作曲：Han.Jae-Ho Kim.Seung-Soo、Hwang.Hyeon 編曲：Hwang.Hyeon、Hong.Seung-Hyun
5. ギルティ by スンヨン [3:34]
作詞：Han.Seung-Yeon、Song.Soo-Yoon、小野宮市乃 作曲：Han.Jae-Ho Kim.Seung-Soo、Hwang.Hyeon、Yue 編曲：Yue、Hong.Seung-Hyun
6. GO GO サマー! 2012 [3:24]
作詞：Yu Shimoji 作曲：Han Sang Won、Lee.Sang-Ho、Kimzart 編曲：Han Sang Won、Lee.Sang-Ho、ArmySlick
  - 第一興商「LIVE DAM フリカラ」CMソング(『フリカラ 誕生』、『フリカラ いろんな角度カラ』篇)
7. ワナドゥ by ジヨン [3:27] (instrumental)
作曲・編曲：G-high、Lee.Joo.Hyoung
8. ロスト by ニコル [3:45] (instrumental)
作曲：Han.Jae-Ho Kim.Seung-Soo、An.Jun-Sung 編曲：An.Jun-Sung、Hong.Seung-Hyun
9. シークレットラブ by ハラ [3:22] (instrumental)
作曲・編曲：G-high、Lee.Joo.Hyoung
10. 白昼夢 by ギュリ [3:50] (instrumental)
作曲：Han.Jae-Ho Kim.Seung-Soo、Hwang.Hyeon、Yue 編曲：Yue、Hong.Seung-Hyun
11. ギルティ by スンヨン [3:34] (instrumental)
作曲：Han.Jae-Ho Kim.Seung-Soo、Hwang.Hyeon、Yue 編曲：Yue、Hong.Seung-Hyun
12. GO GO サマー! 2012 [3:24]  (instrumental)
作曲：Han Sang Won、Lee.Sang-Ho、Kimzart 編曲：Han Sang Won、Lee.Sang-Ho、ArmySlick

### DVD
初回盤A・Bに付録
1. ワナドゥ by ジヨン (Music Video Clip)
2. ロスト (feat. ジヌン of 2PM) by ニコル (Music Video Clip)
3. シークレットラブ by ハラ (Music Video Clip)
4. 白昼夢 by ギュリ (Music Video Clip)
5. ギルティ by スンヨン (Music Video Clip)
6. Music Video Clip メイキング・フィルム※

※【初回盤A】のみ収録